# Марк Уммідій Квадрат
Марк Уммідій Квадрат Анніан (лат. Marcus Ummidius Quadratus Annianus; близько 139 — бл. 182) — державний діяч часів Римської імперії, консул 167 року.

## Життєпис
Походив з роду нобілів Уммідів. Син Гая Уммідія Квадрата Анніана Вера, консула-суффекта 146 року, та Аннії Корніфіції Фаустіни, сестри імператора Марка Аврелія. Здобув гарну освіту. Був другом Плінія Молодшого. У 161 році за заповітом імператора Антоніна Пія отримав частку його статків. Також значні статки отримав після смерті матері між 152 та 158 роками. Можливо ще до того помер його батько.
Впливове політичне та соціальне становище родини сприяло стрімкій кар'єрі. Вже у віці 28 років у 167 році став ординарним консулом разом з імператором Цезарем Луцієм Аврелієм Вером Августом. Десь у 170-х роках всиновив свого небожа.
Невідомо чи брав участь у змові названого сина та сестри разом з Аннією Луцілою у 182 році проти імператора Коммода. Проте останній напевне через підозри (не було явних свідчень про участь у змові) наказав стратити Марка Уммідія Квадрата. Усе майно Уммідіїв було конфісковано.

## Родина
- Марк Клавдій Уммідій Квадрат